# Верхні Мальці
Верхні Мальці (пол. Malce Wierzchnie, рос. Верхние Мальцы) — колишній хутір у Гладковицькій волості Овруцького повіту Волинської губернії та Виступовицькій сільській раді Овруцького району Коростенської округи.

## Населення
У 1906 році у селі налічувалося 59 мешканців, дворів — 11, у 1924 році — 20 дворів та 106 осіб, з перевагою населення польської національности.

## Історія
Наприкінці 19 століття — село та фільварок у Гладковицькій волості Овруцького повіту Волинської губернії.
У 1906 році — сільце Гладковицької волості (1-го стану) Овруцького повіту Волинської губернії. Відстань до повітового центру, м. Овруч, становила 43 версти, від волосного центру, с. Гладковичі — 38 верст. Найближче поштово-телеграфне відділення розміщувалося в Овручі.
У 1923 році включене до складу новоствореної Виступовицької сільської ради, яка, 7 березня 1923 року, увійшла до складу новоутвореного Овруцького району Коростенської округи. Розміщувалося за 47 верст від районного центру, м. Овруч, та 7 верст — від центру сільської ради, с. Виступовичі.
Знятий з обліку населених пунктів до 1 жовтня 1941 року.

## Відомі люди
- Расковинський Цезар Сильвестрович (1915—1944) — учасник Німецько-радянської війни, Герой Радянського Союзу, кавалер орденів Леніна та Вітчизняної війни I ступеня.